# Fannia trianguligera
Fannia trianguligera är en tvåvingeart som beskrevs av Malloch 1918. Fannia trianguligera ingår i släktet Fannia och familjen takdansflugor. Inga underarter finns listade i Catalogue of Life.